# Татарська Велязьма
Тата́рська Веля́зьма (рос. Татарская Велязьма, ерз. Печкасонь Велязьма) — присілок у складі Атюр'євського району Мордовії, Росія. Входить до складу Атюр'євського сільського поселення.
Населення — 261 особа (2010; 243 у 2002).
Національний склад станом на 2002 рік:
- мордва — 53 %
- татари — 40 %